# Collins John
Collins John (Zwedru (Liberia), 17 oktober 1985) is een Nederlands voetballer die als aanvaller speelt. Hij is de oudere broer van Paddy John en Ola John, die eveneens profvoetballers zijn.
Met zijn moeder en broers ontvluchtte hij zijn vaderland Liberia nadat zijn vader sneuvelde tijdens de burgeroorlog in het West-Afrikaanse land.

## Club loopbaan
John begon bij de amateurs van VV DES uit Nijverdal. Daar viel hij op voor de ogen van de scouts van FC Twente, waarop hij daar naar de jeugdopleiding mocht. Zijn profdebuut maakte hij op 2 november 2002 in de wedstrijd tegen PSV. Hij speelde nog geen twee seizoenen voor Twente, voordat hij op 31 januari 2004 naar het Engelse Fulham vertrok. In oktober 2007 werd hij voor drie maanden verhuurd aan Leicester City. Later in het seizoen 2007/2008 kwam John enige tijd op huurbasis uit voor Watford FC. Vanwege een blessure werd dat geen succes.
In augustus 2008 werd John een jaar verhuurd aan N.E.C. Omdat dit zijn laatste contactjaar bij Fulham werd, nam N.E.C. een optie in het contract om zijn verblijf na het seizoen 2008/09 met twee jaar te verlengen. Op 30 november debuteerde hij voor de Nijmegenaren. Ondanks twee succesvolle invalbeurten in de UEFA Cup, slaagde John er nooit in fit te raken en zich in het elftal te spelen. In januari 2009 was hij op proef bij Charlton Athletic maar kreeg geen contract aangeboden. Bij terugkomst in Nijmegen werd hij om disciplinaire redenen naar Jong N.E.C. teruggezet en op 3 maart beëindigden John en N.E.C. de samenwerking en moest hij terug naar Fulham.
Daar hoefde hij met zijn aflopende contract niet meer te melden en hij vroeg in maart 2009 om mee te trainen bij Heracles Almelo, waar zijn broertje Paddy John dan speelt. Dit verzoek werd afgewezen omdat John geen intenties had om het komende seizoen voor Heracles te spelen. Op 2 juli 2009 tekende hij wel een contract voor twee jaar bij KSV Roeselare, onder coach Dennis van Wijk. Deze zette John op 3 december uit de eerste selectie, opnieuw om disciplinaire redenen. Op 14 december ontbond Roeselare de overeenkomst met John.
Na een proefperiode tekende hij in maart 2010 bij Chicago Fire in de Verenigde Staten. Daar werd hij herenigd met Brian McBride die hij kent van Fulham. In januari 2011 ging hij naar Qäbälä PFK in Azerbeidzjan. Daar vertrok hij na een paar maanden. In de zomer van 2011 was hij niet succesvol op proef bij Nottingham Forest en VfL Osnabrück.
In december 2011 tekende hij tot het einde van het seizoen bij Mes Sarcheshmeh uit Iran. Ook daar speelde hij niet veel en de club die bij zijn aankomst al laatste stond degradeerde. Na in Turkije op proef geweest te zijn bij Bucaspor vervolgde John zijn loopbaan in juli 2012 in de Turkse Republiek Noord-Cyprus bij Gençlik Gücü SK. In september 2012 vervolgde hij zijn loopbaan bij Barnet FC uit de Football League Two. Ook daar moest hij alweer snel weg. Eind januari 2013 neemt hij na slechts twee duels alweer afscheid.
In juli 2013 tekende John, na een eerdere mislukte stage bij Go Ahead Eagles, voor twee seizoenen bij Piast Gliwice uit Polen. Na slechts twee optredens werd zijn contract op 25 januari 2014 ontbonden. In maart 2014 tekende hij voor het seizoen 2014 van de USL Pro, derde niveau, bij de Pittsburgh Riverhounds in de Verenigde Staten. In juli werd zijn contract ontbonden waarna hij stage liep bij Crawley Town FC.
Vanaf het seizoen 2016/17 was John hoofdtrainer van de B-juniorenselectie van SC Buitenboys. Daar sloot hij medio 2019 ook aan bij het eerste team. In mei 2022 stopte hij met voetballen. Vanaf het seizoen 2022/2023 is hij assistent-trainer bij Buitenboys.

## Internationaal
Op 18 augustus 2004 maakte John onder Marco van Basten zijn debuut in het Nederlands elftal, in de met 2-2 gelijkgespeelde uitwedstrijd tegen Zweden, net als Romeo Castelen (Feyenoord), Dave van den Bergh (FC Utrecht) en Jan Kromkamp (AZ). Op 9 oktober van datzelfde jaar speelde hij zijn eerste wedstrijd in Jong Oranje.

## Clubstatistieken
| Seizoen | Club                   | Duels | Goals | Competitie                             |
| ------- | ---------------------- | ----- | ----- | -------------------------------------- |
| 2002/03 | FC Twente              | 17    | 2     | Eredivisie                             |
| 2003/04 | FC Twente              | 18    | 9     | Eredivisie                             |
| 2003/04 | Fulham                 | 8     | 4     | Premier League                         |
| 2004/05 | Fulham                 | 27    | 4     | Premier League                         |
| 2005/06 | Fulham                 | 35    | 11    | Premier League                         |
| 2006/07 | Fulham                 | 23    | 1     | Premier League                         |
| 2007/08 | Fulham                 | 3     | 0     | Premier League                         |
| 2007/08 | Leicester City FC      | 11    | 2     | Football League Championship           |
| 2007/08 | Watford                | 5     | 0     | Football League Championship           |
| 2008/09 | N.E.C.                 | 5     | 0     | Eredivisie                             |
| 2009/10 | KSV Roeselare          | 11    | 0     | Jupiler Pro League                     |
| 2010    | Chicago Fire           | 17    | 3     | Major League Soccer                    |
| 2010/11 | Qäbälä PFK             | 3     | 0     | Yuksak Liga                            |
| 2011/12 | Mes Sarcheshmeh        | 4     | 0     | Iran Pro League                        |
| 2012    | Gençlik Gücü SK        | 0     | 0     | Birinci Lig                            |
| 2012/13 | Barnet                 | 2     | 0     | Football League Two                    |
| 2013/14 | Piast Gliwice          | 2     | 0     | Ekstraklasa                            |
|         | Piast II Gliwice       | 3     | 1     | III Liga Groep opolsko-śląska (północ) |
| 2014    | Pittsburgh Riverhounds | 11    | 4     | USL Pro                                |
| Totaal  | Totaal                 | 169   | 41    |                                        |

## Erelijst
- Europees Kampioen onder 21 2006

## Trivia
- Johns broers Paddy en Ola zijn ook profvoetballers.
- Zijn hobby's zijn vissen en tennis[4]
- Hij en zijn broertje Ola John zijn de achttiende broers uitkomend voor het Nederlands voetbalelftal.[5]